# 24-Stunden-Rennen auf dem Nürburgring 1976

Streckenführung für das 24-Stunden-Rennen bis 1982

Das 5. 24-Stunden-Rennen auf dem Nürburgring fand vom 25. auf den 26. September 1976 auf dem Nürburgring statt.
Es war das erste Rennen nach einer zweijährigen Pause 1974 und 1975 wegen der Ölpreiskrise. 1976 wurden zudem mehrere Änderungen umgesetzt, um die Kosten für Teams, Fans und auch für den Ausrichter zu reduzieren. Der Lunapark wird gestrichen, dafür hatten die Fans freien Eintritt. Aus Lärmschutzgründen waren nur Tourenwagen der Gruppe 1 und Serien-GT der Gruppe 3 startberechtigt. 1976 standen deshalb keine werksunterstützten Teams, sondern ausschließlich Privatfahrer am Start.

## Rennergebnis
Nach vier Gesamtsiegen in Folge für Fahrzeuge der Marke BWM gewann 1976 mit einem Porsche 911 Carrera 3.0 zum ersten Mal ein Fahrzeug einer anderen Marke. Das Siegfahrzeug fuhren Karl-Heinz Quirin, Herbert Hechler und Fritz Müller. Auf Platz zwei kam ebenfalls ein Porsche 911 Carrera 3.0 ins Ziel. Das Fahrzeug vom Automobilclub Bad Honnef e. V. im ADAC pilotierten Matthias Loerper, Kurt Beiss und Manfred de Viller. Platz drei belegte der Ford Escort RS2000 des KWS-Autotechnik-Team e. V. mit Rudolf Dötsch, Helmut Döring und Hartmut Bauer. Anders als in den vergangenen Rennen dominierte BMW nicht mehr das 24-Stunden-Rennen am Nürburgring. Lediglich der BMW 3.0 CSL des Teams Valvoline Deutschland GmbH kam unter den besten zehn Fahrzeugen der Gesamtwertung ins Ziel. Neben den beiden Porsche, dem Ford Escort und dem BMW waren in den Top 10 zusätzlich zwei Opel, zwei Toyota, ein Alfa Romeo und ein weiterer Escort RS2000 vertreten.
Die Siegermannschaft fuhr insgesamt 134 Runden und legte dabei eine Strecke von 3059,89 km zurück. Von den 91 gestarteten Fahrzeugen wurden 70 gewertet. Ein Fahrzeug wurde disqualifiziert.

## Streckenführung
Da die heutige Grand-Prix-Strecke am Nürburgring erst 1983 gebaut wurde, fuhr das 24-Stunden-Rennen bis 1982 auf einer ursprünglichen Streckenführung des Nürburgrings. Neben der Nordschleife war dies nur die „Betonschleife“ genannte Start-und-Ziel-Schleife.

## Besonderheiten
1976 wurde das 24-Stunden-Rennen auf dem Nürburgring zum ersten Mal im September ausgerichtet.